# 김성훈 (농업경제학자)
김성훈(金成勳, 1939년 9월 20일~)은 대한민국의 전직 정치인 출신의 대학 교수이자 농업경제학자 겸 교육인이다.

## 주요 이력

### 어린 시절
일제 강점기 전라남도 목포에서 출생하였으며 지난날 한때 일제 강점기 전라남도 완도에서 잠시 유아기를 보낸 적이 있고 그 후 일제 강점기 전라남도 진도에서 잠시 유년기를 보낸 적이 있으며 1944년에 일가족과 함께 일제 강점기 전라남도 목포로 귀향한 후 줄곧 전라남도 목포에서 성장했다.

### 주요 경력
- 전남대학교 농업경제학과 교수
- 국제농업경제학회(IAAE) 대한민국 상임대표
- 중앙대학교 산업대학 산업경제학과 교수
- 국제연합식량농업기구 아시아 태평양지역 유통 및 금융 책임자
- UN FAO 아시아 태평양 경제책임자
- 중앙대학교 산업대학 학장
- 중화인민공화국 베이징 대학교 경제학과 초빙교수
- 중화인민공화국 지린 대학교 농학과 객원교수
- 중앙대학교 대학원 예하 부원장
- 중앙대학교 대학원 원장
- 중앙대학교 부총장
- 제50대 농림부 장관
- 경실련 공동대표
- 상지대학교 석좌교수
- 상지대학교 총장
- 강원지역대학총장협의회 회장
- 환경정의 이사장